# Palácio das Necessidades
Palácio das Necessidades – dawny klasztor a obecnie pałac znajdujący się na Largo do Rilvas, w parafii cywilnej Estrela (Prazeres), w Lizbonie, w Portugalii. Jest siedzibą Ministerstwa Spraw Zagranicznych.
Budynek pochodzi z XVIII wieku i został zbudowany na wniosek Jana V, w miejscu, gdzie wcześniej istniała kaplica poświęcona Matce Boskiej Nieustającej Pomocy (Nossa Senhora das Necessidades). Stąd pochodzi nietypowa nazwa pałacu.